# System Zarządzania Bazą Danych RODAN
System Zarządzania Bazą Danych RODAN (SZBD RODAN) – system zarządzania bazą danych, przeznaczony do stosowania na komputerach systemów zgodnych z JS EMC (np. R-32 pod nadzorem systemu operacyjnego OS JS), oraz IBM 360 i IBM 370 (OS/MVT). System dostępny był w wydaniach RODA79 i RODA80. System RODAN stanowił polską implementację baz danych opartych na zaleceniach międzynarodowego komitetu badawczego DBTG CODASYL. System przeznaczony był do tworzenia baz danych, zawierających duże ilości danych i powiązań między nimi.
Do końca 1978 r. w Polsce zainstalowano 19 systemów RODAN m.in. w sześciu ośrodkach ZETO, przedsiębiorstwach, a także dwóch uczelniach: Akademii Ekonomicznej i Uniwersytecie Toruńskim.
W pierwszym okresie budowy i rozbudowy kolejnych wersji systemu RODAN, w latach 1974–1981, łączna pracochłonność wyniosła
około 400 osobolat.
System RODAN pracować mógł w trzech wersjach, o różnych wymaganiach dotyczących pamięci operacyjnej:
1. system wsadowy, jednozadaniowy – wymagane 512 kB pamięci operacyjnej,
2. system wielozadaniowy i wieloprogramowy, lokalny – wymagane 512 kB pamięci operacyjnej,
3. system wielozadaniowy, zdalny – wymagane 1024 kB pamięci operacyjnej.

System miał budowę modułową; w pełnej wersji o największych możliwościach, składał się z następujących modułów:
- translatory języków
  - opisu danych – JOD,
  - opisu pamięci – JOP,
- preprocesor języka manipulacji danymi – JMD,
- procesor funkcji pomocniczych – PFP,
- niezależne programy pomocnicze,
- wielozadaniowy monitor bazy danych – WMBD,
- monitor teleprzetwarzania – MTP,
- procesor transakcji – PT,
- procesor języka bezpośredniego użytkownika – JBU.

Zgodnie z zaleceniami dla systemów baz danych typy DBTG zastosowano sieciowy model danych. Natomiast korzystając z języka bezpośredniego użytkownika JBU, można było posługiwać się relacyjnym modelem, odwzorowanym odpowiednio z modelu sieciowego. Dyrektywy języka manipulacji danymi JOD systemu RODAN, umieszczane były w kodzie źródłowym języka bazowego, w którym tworzono programy użytkowe, korzystające z określonej bazy danych. Za język bazowy przyjęto w tym przypadku język PL/1. Preprocesor JMD zamienił komendy JOD na instrukcje języka PL/1. Uzyskany w ten sposób kod wynikowy, stanowił kod źródłowy dla kompilatora PL/1. Ponieważ tworzenie aplikacji baz danych w systemie RODAN oparte było na określonych etapach, dla ułatwienia prac stworzono skatalogowane procedury, generowane podczas instalacji systemu RODAN, odpowiednio wykorzystywane w języku JCL.
Moduł wielozadaniowy umożliwiał pracę wsadową wielu użytkowników, natomiast moduł teleprzetwarzania dawał możliwość bezpośredniej pracy konwersacyjnej na terminalach. Do dialogu użytkownika z systemem wdrożony został język SQL/PDF (SQL82), stanowiący podzbiór języka SEQUEL2, w którym wykorzystuje się relacyjny model bazy danych. Ponieważ jak wyżej zaznaczono system RODAN wykorzystywał model sieciowy, system dokonywał odpowiedniego odwzorowania modelu sieciowego w model relacyjny za pomocą języka opisu odwzorowań MDL.